# Museo Etnológico Luis Perales de Llanera de Ranes.
El Museo Etnológico Luis Perales, sito en la localidad valenciana de Llanera de Ranes, de la comarca de La Costera, es en realidad una Colección Museográfica de Etnología, con carácter permanente, de la Comunidad Valenciana, según resolución de 27 de diciembre de 2004, del Consejero de Cultura, Educación y Deporte.
El Museo está incluido en la Red de Museos Etnológicos Locales de la Diputación de Valencia, bajo la coordinación del Museo Valenciano de Etnología,  L’ETNO, y es de titularidad municipal.

## Historia y descripción
El museo se creó a partir de una serie de objetos etnológicos que fue recogiendo poco a poco, y a lo largo de más de cuatro décadas, Luis Perales, un vecino de Llanera de Ranes. Al final, la colección era tan grande que llegó a ocupar completamente un edificio de tres plantas.
En este edificio y a través de lo que en él se expone, se representan todos los ámbitos de la cultura popular y tradicional, tanto del pueblo como de la comarca. Así, en él podemos contemplar retazos de la vida doméstica y social, el mobiliario, los intercambios, el transporte, la agricultura, la ganadería, los oficios...El museo se inauguró el 29 de marzo de 2003, aunque el reconocimiento como Colección Museográfica de Etnología permanente se produjo un año más tarde.
En la colección podemos contemplar por ejemplo los aperos y utensilios empleados cuando en el campo se utilizaban caballerizas para las labores agrícolas.
También podemos encontrar en este museo una curiosa colección de cajetillas de tabaco y otros objetos y materiales relacionados con este hábito.
El museo recoge todos estos curiosos objetos recogidos durante décadas por un vecino de la localidad, y que ahora se exponen a lo largo de tres plantas y un sótano. En la planta baja expone materiales muy diversos, entre los que destaca una cocina muy completa, en la que destaca la  chimenea, con cacharros de lo más diversos, cazuelas ,orzas, calderos, paellas, sartenes, hierros de cocinar, tenazas, infinidad y variedad en utensilios usados para alumbrar, como candiles, linternas, capuchinas, carbureros; también nos encontramos planchas, molinillos de café, cantareras, cántaros, máquinas de coser, telares, bolilleros, medidas para el aceite, y una infinidad de piezas que harían interminable la lista.
Además, podemos encontrarnos con una representación de todos los oficios y entidades locales, picapedreros, albañiles, carpinteros, herreros, barberos, pintores, alpargateros, cazadores, pescadores, arrieros, pastores, el médico rural con sus enseres más diversos (desde las palas del parto, hasta las tenazas para extraer dientes o muelas). Electricista, el textil, la pirotecnia, el hojalatero, los carniceros, las tiendas, los soldados, los colombaires, aparatos de radio, máquinas de cine, llamadores antiguos, y cerrojos grandes, el horno, y los más diversos enseres de la casa, el librillo de amasar el pan, el cilindro para pasar la masa, medidas para la harina, cedazos, cestos, mesas, platos, cazuelas, cucharas, tenedores, alacena con infinidad de cosas.
La exposición del primer piso se dedica a la agricultura, desde la siembra hasta la cosecha y expone también un dormitorio. Mientras que en la última planta se presenta una la colección de cajetillas de tabaco de todo el mundo y curiosidades relacionadas con él.
De esta manera en este museo podemos hacernos una idea de en qué consistían ciertos oficios actualmente prácticamente desaparecidos como el de picapedrero o 'colombaire' (criador y adiestrador de palomas)